# Chloroclystis parvulata
Chloroclystis parvulata är en fjärilsart som beskrevs av Walker 1863. Chloroclystis parvulata ingår i släktet Chloroclystis och familjen mätare. Inga underarter finns listade i Catalogue of Life.